# Beat the Best
Beat the Best is een Nederlands televisieprogramma dat wordt uitgezonden door RTL 4. Het is een talentenjacht waar in drie categorieën elke week 3 artiesten strijden. De beste van de uitzending (die door het publiek wordt gekozen) gaat naar de finale in Carré. Het wordt gepresenteerd door Gordon en Chantal Janzen.